# 주나이지리아 대한민국 대사관
주나이지리아 대한민국 대사관(영어: Embassy of the Republic of Korea in Nigeria)은 1980년 나이지리아 아부자에 개설된 대한민국 외교부 소속의 대사관이다. 이 공관은 라이베리아, 시에라리온을 겸임하며, 산하 공관으로 주라고스 대한민국 분관을 두고 있다.

## 역사
대한민국은 1980년 2월 22일 나이지리아와 외교 관계를 수립하고, 3월 24일 주나이지리아 대한민국 대사관을 설치하였다. 1982년 12월 지금의 공관 부지를 확보하여 1984년 8월 13일 준공, 입주하였으며 1996년 3월 새로운 수도 아부자에 사무소를 개설하였다. 1987년 12월에는 주한 나이지리아 대사관이 설치되었다. 나이지리아와 조선민주주의인민공화국은 1976년 5월 수교하였다.
1982년 8월 전두환 대통령이 아프리카 4개국 순방시 나이지리아를 방문, 셰후 샤가리 대통령과 정상회담을 갖고 양국간 경제협력문제 등을 논의하였다. 나이지리아에는 대한민국의 정부투자기관인 대한무역투자진흥공사(KOTRA) 지사를 비롯하여 일반기업 24개 업체가 진출해 있다.
대사 업무의 겸임국은 라이베리아, 시에라리온이다. 대한민국은 1962년 6월 25일 시에라리온과 외교 관계를 수립하고 1974년 11월 27일 시에라리온에 상주 공관을 개설하였다가 1992년 3월 5일 폐쇄하였다.

## 영사 관할 구역
주나이지리아 대한민국 대사관에서는 나이지리아 전체를 외교 관할 구역으로 하며, 다음 지역들을 영사 관할 구역으로 한다. 나이지리아 남서부, 남부에 위치한 나머지 12개 주들은 라고스 분관에서 관할한다.
| - 아부자(연방 수도 지구) - 아비아주 - 카노주 - 아다마와주 - 에보니주 - 카치나주 - 케비주 - 아남브라주 - 코기주 | - 플래토주 - 바우치주 - 에누구주 - 콰라주 - 곰베주 - 소코토주 - 베누에주 - 이모주 | - 나사라와주 - 타라바주 - 보르노주 - 지가와주 - 나이저주 - 요베주 - 카두나주 - 잠파라주 |  |

## 역대 대사
- 제1대: 신기흠 (1980년 8월 5일 신임장 제정)
- 제2대: 임동원 (1981년 3월 5일 신임장 제정)
- 제3대: 노창희 (1985년 4월 19일 신임장 제정)
- 제4대: 오채기 (1988년 1월 29일 신임장 제정)
- 제5대: 조명행 (1991년 1월 31일 신임장 제정)
- 제6대: 안종구 (1994년 4월 15일 신임장 제정)
- 제7대: 이동진 (1996년 4월 26일 신임장 제정)
- 제8대: 정문수 (1999년 4월 16일 신임장 제정)
- 제9대: 박신웅 (2002년 4월 26일 신임장 제정)
- 제10대: 김동원 (2004년 4월 30일 신임장 제정)
- 제11대: 이기동 (2006년 2월 21일 임명)
- 제12대: 박영국 (2009년 2월 26일 임명)
- 제13대: 최종현 (2011년 9월 20일 임명)
- 제14대: 노규덕 (2014년 11월 30일 임명)
- 제15대: 이인태 (2018년 2월 23일 임명)
- 제16대: 김영채 (2021년 1월 15일 임명)
- 제17대: 김판규 (2024년 3월 5일 임명)

## 같이 보기
- 주한 나이지리아 대사관
- 대한민국의 재외공관 목록
- 나이지리아 주재 외국공관 목록
- 나이지리아-대한민국 관계